# 윌리엄 맥켄지

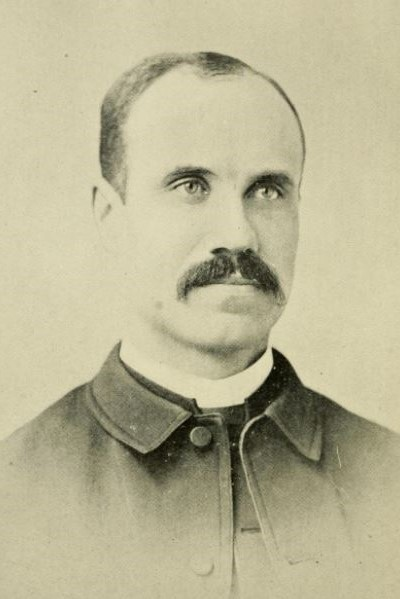
윌리엄 J. 맥켄지 목사

윌리엄 존 맥켄지(William John McKenzie, 1861년 7월 15일 ~ 1895년 6월 23일)는 캐나다인 한국 선교사이다. 그는 케이프브레턴섬 서부의 웨스트베이에서 태어났으며, 픽투 아카데미, 댈하우지 대학교, 핼리팩스의 장로교 대학에서 공부했다. 그는 1888년에서 1889년까지 래브라도에서 선교사로 봉사했으며, 1891년에는 캐나다 장로교회 목사로 안수받았다.
맥켄지는 한국으로 선교를 떠나기로 결심했으나 교단의 지원을 받지 못해 독립 선교사로 부임했다. 그는 1893년 12월 12일 한국에 도착했다. 그는 동학 농민 혁명과 청일 전쟁을 모두 목격했다.
맥켄지는 성천에서 "서양인들과 완전히 고립되어... 한국 학자처럼 옷을 입고 한국 음식만을 먹었으며 한국 집에 거주하며 전통적인 한국 온돌에서 잠을 잤다." 맥켄지는 한국 기독교인들에게 자립 정신을 심어주었으며, 유영식은 이를 "맥켄지가 한국 선교 역사에 기여한 가장 놀라운 공헌"이라고 평가했다. 그는 또한 남학생과 여학생을 함께 가르치는 학교를 설립했는데, 이는 "유교 사회에서는 전례 없는 관행"이었다.
1895년 6월, 맥켄지는 일사병과 장티푸스로 병을 얻어 자살했다. 유영식은 미국인 의료 선교사 J. 헌터 웰스의 말을 인용했다.
의사로서 처음으로 해야 했던 일은 맥켄지 씨의 자살을 조사하는 것이었습니다. 그는 고립, 망명, 한국 음식 등의 적절성에 대한 잘못된 생각을 가지고 있었습니다... 그가 총으로 자살했을 때, 그는 '고립-망명' 이론의 희생자였습니다.
맥켄지의 자살은 종종 전기적 설명에서 생략된다. 엘리자베스 맥컬리의 1903년 전기 《밀 한 알》(A Corn of Wheat)은 이에 대해 언급하지 않고 다음과 같이 기술한다.
그 힘들었던 밤과 이어진 주일 아침 내내 그는 삶을 위해 용감하게 싸웠다. 그러나 해방은 가까웠고 "예수 그리스도의 좋은 군사"는 그의 지상 전투를 마쳤다. 소 씨와 다른 기독교인들이 아침 예배에 참석하고 어린 소년이 그의 곁을 지킬 때, 죽음이 찾아왔다.
W. 해미시 이언은 맥켄지의 죽음이 "한국 선교 활동을 둘러싼 신화의 일부가 되었다"고 제안하며, 캐나다 연해주 장로교인들에게 그는 "순교자의 죽음을 맞이했다"고 말했다. 유는 다음과 같이 언급한다.
1895년, 현지 선교 활동 2년도 채 안 되어 그의 자살은 해양 장로교회 협의회가 선교 운동에 대한 더 엄격한 통제를 맡게 하는 계기가 되었다. 이 시점부터 "정규적인", 즉 공식적으로 승인된 선교사들만이 한국으로 파송되었다. 이러한 변화는 1898년에 시작된 캐나다 장로교회의 조직적인 한국 선교 활동의 공식적인 시작을 알렸다.]
맥켄지 사망 후, 해외 선교 위원회(동부 지역)는 윌리엄 푸트, 로버트 그리어서, 던컨 맥래를 파견하여 한국에서 공식적인 선교 활동을 시작했다.